# Ocotea crassiramula
Ocotea crassiramula är en lagerväxtart som beskrevs av C. K. Allen. Ocotea crassiramula ingår i släktet Ocotea och familjen lagerväxter. Inga underarter finns listade i Catalogue of Life.